# George Akkerman
George Akkerman (Groningen, 9 april 1960) is een Nederlandse radio-dj.
Toen Akkerman opgroeide, wilde hij verkoper worden. Hij sloot zich in 1974 bij een radioclub aan en vandaar groeide hij verder uit. Hij kwam in de jaren tachtig bij de AVRO terecht, waar hij bij het programma Toppop ging werken. Akkerman sloot in 2006 een contract met RadioNL. Hij werd na een paar maanden als invalkracht te hebben gewerkt op 22 april 2007 als presentator aangenomen van Koffietijd en De Gezellige Zaterdag, maar nam op 24 november 2012 weer afscheid van de luisteraars van RadioNL.